# بیکون (آیووا)
بیکون (به انگلیسی: Beacon) شهری در ایالت آیووا کشور ایالات متحده آمریکا است که جمعیت آن در سرشماری سال ۲۰۱۰ میلادی، ۴۹۴ نفر بوده‌است.